# Thoreauia gemma
Thoreauia gemma är en stekelart som först beskrevs av Girault 1920.  Thoreauia gemma ingår i släktet Thoreauia och familjen hårstrimsteklar. Inga underarter finns listade i Catalogue of Life.